# 2015年布吉納法索政變
2015年布吉納法索政變，是指發生於2015年9月16日，在布吉納法索的一場軍事政變。当天下午，支持被罷黜前總統布莱斯·孔波雷的士兵們衝入該國的內閣會議，逮捕了臨時總統米歇尔·卡凡多（Michel Kafando）和總理亞科巴·伊薩克·齊達（Yacouba Isaac Zida），以及其他部會首長。
9月21日，卡凡多獲釋後，前往法國大使館暫避。在西非國家經濟共同體協調發動政變的總統衛隊和反對政變的軍隊進行談判後，9月23日早上，總統衛隊簽署協議，交還權力予過渡政府，卡凡多隨後宣佈恢復執政。